# Guido Larcher
Guido Larcher (Trento, 16 febbraio 1867 – Trento, 20 agosto 1959) è stato un politico italiano di idee irredentiste.

## Biografia
Larcher nacque nel Trentino allora austriaco e conseguì la maturità classica. Da fervente sostenitore dell'annessione del Trentino al Regno d'Italia, collaborò con Cesare Battisti; con quest'ultimo e Giovanni Pedrotti firmò nell'agosto 1914 un appello al re Vittorio Emanuele III per la liberazione delle terre irredente. Alla cessazione della neutralità italiana, nel maggio 1915, riparò in Italia, dove si arruolò come volontario negli alpini, combattendo al fronte contro l'esercito austriaco durante la prima guerra mondiale.
Massone, entrò nel Grande Oriente d'Italia il 14 gennaio  1911, nella Loggia "Colonia Augusta" di Verona. 

## Impegno politico
Collaborò in seguito con il PNF, ottenendo vari incarichi politici e amministrativi. Ricoprì anche per vari mandati il ruolo di presidente della Società alpinisti tridentini (1902-03, 1906-09, 1919-25, 1934-37) ed a lui è intitolato il rifugio Larcher al Cevedale.

### Parlamentare
Nel 1939 fu nominato Senatore del Regno, ma con la caduta di Mussolini venne deferito all'Alta Corte di Giustizia per le sanzioni contro il fascismo assieme agli altri «senatori ritenuti responsabili di aver mantenuto il fascismo e resa possibile la guerra sia coi loro voti, sia con azioni individuali, tra cui la propaganda esercitata fuori e dentro il Senato».
Privato della carica senatoriale (che allora era vitalizia), fu riabilitato nel 1948.